# Liste der denkmalgeschützten Objekte in Steinach am Brenner
Die Liste der denkmalgeschützten Objekte in Steinach am Brenner enthält die 23 denkmalgeschützten, unbeweglichen Objekte der Gemeinde Steinach am Brenner.

## Denkmäler
| Foto |                 | Denkmal                                                                                                 | Standort                                          | Beschreibung | Metadaten |
| ---- | --------------- | --- | ------------------------------------------------- | --- | --- |
| ja   | Datei hochladen | Friedhof christlich HERIS-ID: 40271 Objekt-ID: 40179 TKK: 49654                                         | Am Gschnitzbach Standort KG: Steinach             | Der Friedhof westlich der Pfarrkirche wurde um 1717 angelegt. Er wird im Norden und Westen von Rundbogenarkaden, im Osten und Süden von einer zinnenbekrönten Mauer begrenzt. In die Arkaden ist auf der Westseite eine neuromanische Friedhofskapelle eingebunden, die 1898 nach Plänen von Peter von Stadl errichtet wurde und mit einem Mosaik von Josef Pfefferle geschmückt ist. An der Südseite des Friedhofs steht die Totenkapelle, die bis ins 20. Jahrhundert als Familiengrabstätte diente. Die einjochige Rokokokapelle mit geschweiftem Giebel wurde um 1790 erbaut. Die Fassade weist eine reiche Fassadenbemalung auf (Eckpilaster, Portal- und Fensterumrahmungen), im Giebelfeld findet sich die Darstellung eines posauneblasenden Engels. Das Deckengemälde im Inneren mit einer Darstellung des Jüngsten Gerichts wird Franz Altmutter oder Martin Knoller zugeschrieben. Das monumentale Friedhofskreuz mit überlebensgroßem, polychromiertem Corpus vom Viernageltypus stammz vom Anfang des 18. Jahrhunderts. | BDA-Hist.: Q37993838 Status: § 2a Stand der BDA-Liste: 2025-06-30 Name: Friedhof christlich GstNr.: 18, 1591 Friedhof Steinach am Brenner                                             |
| ja   | Datei hochladen | Aufnahmsgebäude Steinach in Tirol HERIS-ID: 59119 Objekt-ID: 70105 TKK: 49743                           | Bahnhofstraße 167 Standort KG: Steinach           | Das Aufnahmsgebäude an der Brennerbahn wurde 1867 errichtet. Der zweigeschoßige Bau aus Steinmauerwerk ist mit einem Satteldach versehen und weist auf der Straßenseite einen schwach heraustretenden Mittelrisalit mit Quergiebel, Kordongesimse, ein kreisrundes Fenster im Giebel sowie glatte Fenster- und Türrahmungen auf. | BDA-Hist.: Q110441935 Status: Bescheid Stand der BDA-Liste: 2025-06-30 Name: Aufnahmsgebäude Steinach in Tirol GstNr.: 1118/16 Aufnahmsgebäude Bahnhof Steinach in Tirol              |
| ja   | Datei hochladen | Dorfbrunnen, Marienbrunnen HERIS-ID: 96537 Objekt-ID: 112044 TKK: 49692                                 | vor Brennerstraße 45 Standort KG: Steinach        | Der Brunnen besteht aus einer oktogonalen Betonschale und einer runden Brunnensäule mit bronzenen Wasserspeiern. Auf einem Kapitell steht eine Bronzestatue der hl. Maria mit Kind, die 1925 von H. Fickert geschaffen wurde. | BDA-Hist.: Q37768301 Status: § 2a Stand der BDA-Liste: 2025-06-30 Name: Dorfbrunnen, Marienbrunnen GstNr.: 1596/3                                                                     |
| ja   | Datei hochladen | Kath. Pfarrkirche hl. Erasmus HERIS-ID: 55930 Objekt-ID: 64841 TKK: 19454                               | neben Knollerplatz 18 Standort KG: Steinach       | Die Kirche wurde anstelle eines Vorgängerbaus 1763–1765 nach Plänen von Franz de Paula Penz erbaut und nach einem Brand ab 1855 von Josef Vonstadl im neuromanischen Stil wiederhergestellt. Die mächtige Doppelturmfassade mit neuromanischer Vorhalle ist durch Galerien und einen Treppengiebel abgeschlossen. Die Deckenfresken im Langhaus und im Chor wurden 1867–1871 von Georg Mader und um 1946 von Wolfram Köberl geschaffen. | BDA-Hist.: Q38068859 Status: § 2a Stand der BDA-Liste: 2025-06-30 Name: Kath. Pfarrkirche hl. Erasmus GstNr.: .1 Pfarrkirche St. Erasmus (Steinach am Brenner)                        |
| ja   | Datei hochladen | Polizeigebäude, ehem. Bezirksgericht HERIS-ID: 55933 Objekt-ID: 64845 TKK: 49715                        | Knollerplatz 18 Standort KG: Steinach             | Das Gebäude des ehemaligen Bezirksgerichtes Steinach steht an der Stelle eines 1288 erstmals erwähnten landesfürstlichen Turmes und eines um 1500 ausgebauten Jagdschlosses Kaiser Maximilians. Nach großen Ortsbränden 1585 und 1853 wurde es jeweils vereinfacht wiederaufgebaut, die heutige Form stammt aus dem Jahr 1855. Das dreigeschoßige, mächtige Gebäude, das heute von der Polizei genutzt wird, ist mit einem Walmdach gedeckt. Die Fassade ist mit profilierten Putzgesimsen über dem Erdgeschoß, Kolossalpilastern und einem korbbogigen Portal in Steinrahmung gegliedert. | BDA-Hist.: Q38068873 Status: Bescheid Stand der BDA-Liste: 2025-06-30 Name: Polizeigebäude, ehem. Bezirksgericht GstNr.: .65 Police station, former courthouse, Steinach am Brenner   |
| ja   | Datei hochladen | Widum HERIS-ID: 55931 Objekt-ID: 64842 TKK: 19455                                                       | Knollerplatz 22, 24 Standort KG: Steinach         | Das dreigeschoßige Gebäude südlich der Pfarrkirche wurde 1858 nach Plänen von Josef Vonstadl im neugotischen Stil errichtet. Es weist ein steiles Satteldach mit einem markanten Treppengiebel auf. Die Fassade ist mit Spitzbögen, einem Kaffgesims, einem Lilienfries und einem Erker gestaltet. Der östliche Teil des Gebäudes wurde bis ins 20. Jahrhundert als Lehrer- und Schulhaus genutzt. | BDA-Hist.: Q38068867 Status: § 2a Stand der BDA-Liste: 2025-06-30 Name: Widum GstNr.: .84, .2                                                                                         |
| ja   | Datei hochladen | Kalvarienbergkapelle HERIS-ID: 96502 Objekt-ID: 112007 TKK: 49659                                       | nordöstlich Kranebitten 187 Standort KG: Steinach | Die Kalvarienbergkapelle auf einer Erhebung östlich der Sill wurde um 1790 errichtet. Die einjochige Kapelle weist einen eingezogenen fünfseitigen Chor, ein kleines Vorjoch und einen Dachreiter mit Zwiebelhaube auf. Der Innenraum mit Pendentifkuppel ist architektonisch reich gegliedert und weist einen klassizistischen Hochaltar sowie Deckenmalereien aus der ersten Hälfte des 19. Jahrhunderts auf, die Johann Endfelder zugeschrieben werden. | BDA-Hist.: Q37768206 Status: § 2a Stand der BDA-Liste: 2025-06-30 Name: Kalvarienbergkapelle GstNr.: .88                                                                              |
| ja   | Datei hochladen | 6 Stationsbildstöcke HERIS-ID: 96505 Objekt-ID: 112010 TKK: 49660, 49519, 49520, …                      | nördlich Kranebitten 187 Standort KG: Steinach    | Die sechs gemauerten Bildstöcke auf dem Weg zum Kalvarienberg wurden um 1800 errichtet. In den Rundbogennischen befinden sich Mosaike, die um 1980 von Alfons Kasseroler geschaffen wurden und Christus am Ölberg, Christus an der Geißelsäule, die Verspottung Christi, Veronika mit dem Schweißtuch, die Kreuzabnahme und die Auferstehung zeigen. | BDA-Hist.: Q37768215 Status: § 2a Stand der BDA-Liste: 2025-06-30 Name: 6 Stationsbildstöcke GstNr.: 87/4, 87/5, 88/2, 1603 Stationsbildstöcke Kranebitten (Steinach am Brenner)      |
| ja   | Datei hochladen | Kreuzigungsgruppe HERIS-ID: 96509 Objekt-ID: 112014 TKK: 49661                                          | nordöstlich Kranebitten 187 Standort KG: Steinach | Die Kreuzigungsgruppe neben der Kalvarienbergkirche stammt aus dem 18. Jahrhundert. Sie zeigt sehr realistische, lebensgroße Figuren von Christus und den beiden Schächern auf einfachen Holzkreuzen mit geschwungenen Blechdächern. | BDA-Hist.: Q37768226 Status: § 2a Stand der BDA-Liste: 2025-06-30 Name: Kreuzigungsgruppe GstNr.: 87/5                                                                                |
| ja   | Datei hochladen | Kath. Filialkirche hl. Ursula mit Friedhof HERIS-ID: 58918 Objekt-ID: 69806 TKK: 19456, 49663, 49664    | Mauern Standort KG: Steinach                      | Die Kirche in Mauern oberhalb von Steinach wurde 1201 erstmals erwähnt. Der ursprünglich romanische Bau mit gedrungenem Nordturm wurde in der zweiten Hälfte des 17. Jahrhunderts umgebaut. Im Inneren weist er eine Stichkappentonne, Wandpfeiler mit barocken Malereien und frühbarocke Stuckaturen sowie frühbarocke Altäre auf. Die Kirche ist vom Friedhof umgeben, der mit einer Steinmauer umgrenzt ist. In der Nordostecke befindet sich die Totenkapelle aus dem 17. Jahrhundert. | BDA-Hist.: Q38085198 Status: § 2a Stand der BDA-Liste: 2025-06-30 Name: Kath. Filialkirche hl. Ursula mit Friedhof GstNr.: .124, 373 Filialkirche Mauern                              |
| ja   | Datei hochladen | Kruzifix HERIS-ID: 96533 Objekt-ID: 112040 TKK: 49683                                                   | bei Mauern 18 Standort KG: Steinach               | In einer vergitterten Rundbogennische des Feuerwehrhauses befindet sich ein lebensgroßes qualitätvolles Barockkreuz aus dem 18. Jahrhundert mit einem Corpus vom Dreinageltypus. | BDA-Hist.: Q37768283 Status: § 2a Stand der BDA-Liste: 2025-06-30 Name: Kruzifix GstNr.: 1613/6                                                                                       |
| ja   | Datei hochladen | Kruzifix HERIS-ID: 96535 Objekt-ID: 112042 TKK: 49684                                                   | Mauern 65e, in der Nähe Standort KG: Steinach     | In einem anstelle eines Vorgängerbaus errichteten neuen Bildstock befindet sich ein überlebensgroßes qualitätvolles Barockkreuz aus dem 18. Jahrhundert mit einem Corpus vom Dreinageltypus. | BDA-Hist.: Q37768292 Status: § 2a Stand der BDA-Liste: 2025-06-30 Name: Kruzifix GstNr.: 269                                                                                          |
| ja   | Datei hochladen | Lourdeskapelle HERIS-ID: 85112 Objekt-ID: 99298 TKK: 49667                                              | östlich Padasterweg 12 Standort KG: Steinach      | Die Kapelle mit einer Lourdesgrotte wurde Ende des 19. Jahrhunderts errichtet. Der quadratische einjochige Bau mit stark eingezogener Apsis, Zeltdach und hölzernem Dachreiter ist mit neuromanische Elementen gegliedert. | BDA-Hist.: Q38184612 Status: § 2a Stand der BDA-Liste: 2025-06-30 Name: Lourdeskapelle GstNr.: .312                                                                                   |
| ja   | Datei hochladen | Kapelle hl. Johannes von Nepomuk, Kapelle Puig HERIS-ID: 40273 Objekt-ID: 40181 TKK: 49673              | südlich Puig 13 Standort KG: Steinach             | Die zweijochige Barockkapelle mit dreiseitigem Chorschluss wurde 1731 geweiht. Sie ist mit einem Satteldach mit Dachreiter gedeckt. Die Fassade ist mit einer einfachen Putzgliederung und einer gemalten Sonnenuhr geschmückt. Das Innere ist mit einem Stichkappengewölbe über mit Pilastern gegliederten Wänden gestaltet und weist Deckenfresken mit der Krönung Mariens und einem Schutzengelbild sowie einen barocken Doppelsäulenaltar auf. | BDA-Hist.: Q37993847 Status: Bescheid Stand der BDA-Liste: 2025-06-30 Name: Kapelle hl. Johannes von Nepomuk, Kapelle Puig GstNr.: .215                                               |
| ja   | Datei hochladen | Bildstock HERIS-ID: 96527 Objekt-ID: 112033 TKK: 49679                                                  | Puig 18, in der Nähe Standort KG: Steinach        | Der gotische Bildstock mit Zeltdach wurde 1486 zum Gedenken an die in der Sill ertrunkene Afra von Aufenstein errichtet und 1959 auf die andere Sillseite versetzt. In den quadratische Nischen befinden sich Wandmalereien mit Darstellung der Kreuzigung, des Gnadenbildes von Maria Waldrast und des Matreier Schmerzensmannes, die 1933 von Carl Rieder renoviert bzw. ergänzt wurden. | BDA-Hist.: Q37768272 Status: § 2a Stand der BDA-Liste: 2025-06-30 Name: Bildstock GstNr.: 1627/1                                                                                      |
| ja   | Datei hochladen | Kapelle Maria vom Guten Rat, Kapelle Siegreith HERIS-ID: 85111 Objekt-ID: 99297 TKK: 49668              | bei Siegreith 20 Standort KG: Steinach            | Die einjochige Kapelle mit dreiseitigem Chorschluss wurde in der ersten Hälfte des 19. Jahrhunderts errichtet. Sie weist ein steiles Krüppelwalmdach und einen schindelgedeckten Dachreiter auf. Das Portal zeigt vier Szenen der Rosenkranzgeheimnisse als Kupferreliefbeschläge. Der Innenraum ist mit einem Tonnengewölbe mit Stichkappen und Pilastern gestaltet. | BDA-Hist.: Q38184603 Status: § 2a Stand der BDA-Liste: 2025-06-30 Name: Kapelle Maria vom Guten Rat, Kapelle Siegreith GstNr.: 1660                                                   |
| ja   | Datei hochladen | Ortskapelle, Kapelle Stafflach, Kapelle Maria vom Guten Rat HERIS-ID: 85115 Objekt-ID: 99301 TKK: 49671 | gegenüber Stafflach 49 Standort KG: Steinach      | Die einjochige, barock-klassizistische Kapelle mit eingezogenem, fünfseitigem Chor, Krüppelwalmdach und Dachreiter wurde 1841 anstelle eines älteren Baus errichtet. Die Fassade ist durch ein Segmentbogenportal, flankierende segmentbogenförmige Fensteröffnungen sowie Vierpass- und Rundbogenfenster im Giebelbereich gegliedert. Der helle Innenraum ist mit einer Flachkuppel, Pilastern und Stuck gestaltet, der einjochige Chor weist ein Stichkappengewölbe auf. | BDA-Hist.: Q38184637 Status: § 2a Stand der BDA-Liste: 2025-06-30 Name: Ortskapelle, Kapelle Stafflach, Kapelle Maria vom Guten Rat GstNr.: .486 Kapelle Stafflach                    |
| ja   | Datei hochladen | Mesnerhaus HERIS-ID: 55929 Objekt-ID: 64840 TKK: 49724                                                  | Tienzens 28 Standort KG: Steinach                 | Der zweigeschoßige, längsgeteilte Einhof mit flachem Satteldach und Bundwerkgiebeln an beiden Seiten stammt im Kern aus dem 15. Jahrhundert und wurde mehrfach umgestaltet. Im Inneren haben sich gotische Gewölbe und eine getäfelte Stube erhalten. | BDA-Hist.: Q38068849 Status: § 2a Stand der BDA-Liste: 2025-06-30 Name: Mesnerhaus GstNr.: 570 Mesnerhaus Tienzens                                                                    |
| ja   | Datei hochladen | Bauernhaus, Knobenhof HERIS-ID: 44090 Objekt-ID: 44788 TKK: 49725                                       | Tienzens 31 Standort KG: Steinach                 | Der zweigeschoßige Einhof mit Satteldach stammt im Kern aus dem 16. Jahrhundert. Der Wohnteil ist gemauert, der rückwärts angefügte Wirtschaftsteil mit Bundwerkgiebel ist über dem gemauerten Erdgeschoß in Ständerbauweise aufgeführt. Die sechsachsige Giebelfassade ist mit Resten barocker Malereien (Mariahilfdarstellung, Wappen) sowie Fenster- und Türumrahmungen und Eckquaderketten gegliedert. An der westlichen Traufseite befindet sich ein polygonaler Erker mit Resten barocker Malerei. Die Pfettenköpfe des Dachstuhls von 1735 zeigen Drachenköpfe, der Giebelsöller ist mit ornamental geschnittenen Brüstungsbrettern versehen. Im Inneren haben sich ein stichkappen- und ein tonnengewölbter Flur sowie eine getäfelte Stube mit spätgotischer Balkendecke erhalten. | BDA-Hist.: Q38006974 Status: Bescheid Stand der BDA-Liste: 2025-06-30 Name: Bauernhaus, Knobenhof GstNr.: .130 Knobenhof                                                              |
| ja   | Datei hochladen | Kath. Filialkirche hl. Ulrich und ehem. Friedhofsfläche HERIS-ID: 55701 Objekt-ID: 64493 TKK: 19457     | Tienzens Standort KG: Steinach                    | Die bis ins 13. Jahrhundert zurückgehende Kirche wurde um 1732 barockisiert. Die dreijochige Kirche weist ein Satteldach, einen leicht erhöhten, eingezogenen fünfseitigen Chorschluss und einen Nordturm mit Spitzdach auf. An der Westfassade befinden sich eine barocke Ulrichdarstellung, ein Rundbogenportal und ein Dreipassfenster mit abgeschrägter Laibung. Der Innenraum ist mit einer Stichkappentonne und Pilastern gegliedert und weist Rokokostuckaturen und bäuerliche Deckenmalerei auf. Der barocke Altar wurde um 1764 geschaffen. Im Turm hängt eine Glocke, die 1603 von Heinrich Reinhart gegossen wurde. | BDA-Hist.: Q38067331 Status: § 2a Stand der BDA-Liste: 2025-06-30 Name: Kath. Filialkirche hl. Ulrich und ehem. Friedhofsfläche GstNr.: .126, 530 Ulrichskirche (Steinach am Brenner) |
| ja   | Datei hochladen | Bußkreuzgruppe HERIS-ID: 96539 Objekt-ID: 112046 TKK: 49693                                             | gegenüber Trinserstraße 1 Standort KG: Steinach   | Die ursprünglich außerhalb des Ortes befindliche Bußkreuzgruppe wurde 1934 an der Abzweigung der Trinserstraße von der Brennerstraße aufgestellt. Sie besteht aus einem großen Holzkreuz ohne Corpus, das von barocken Holzstatuen der hll. Johannes Nepomuk und Sebastian aus der Mitte des 18. Jahrhunderts in polychrom bemalten Holzkästen flankiert wird. | BDA-Hist.: Q37768309 Status: § 2a Stand der BDA-Liste: 2025-06-30 Name: Bußkreuzgruppe GstNr.: 1632/4                                                                                 |
| ja   | Datei hochladen | Bildstock am Zirmweg HERIS-ID: 96523 Objekt-ID: 112029 TKK: 49677                                       | Zirmweg Standort KG: Steinach                     | Der gemauerter Bildstock mit starkem Sockel, breitem, rechteckigem Schaft und hohem, vorkragendem Aufsatz stammt aus der zweiten Hälfte des 18. Jahrhunderts, die Wandmalereien sind jüngeren Datums. In der verglasten Rundbogennische befindet sich ein Tafelbild Maria vom guten Rat. | BDA-Hist.: Q37768263 Status: § 2a Stand der BDA-Liste: 2025-06-30 Name: Bildstock am Zirmweg GstNr.: 1652/1                                                                           |
| ja   | Datei hochladen | Padasterkapelle hl. Wendelin, Wiesenfleck-Kapelle HERIS-ID: 96518 Objekt-ID: 112024 TKK: 49674          | Standort KG: Steinach                             | Die fensterlose gemauerte Kapelle mit Satteldach wurde in der zweiten Hälfte des 19. Jahrhunderts errichtet. Die Fassade ist mit einer korbbogigen Portalöffnung und einem eingemauerten Holzrelief des hl. Wendelin im Giebelfeld gestaltet. Der kreuzgewölbte Innenraum beherbergt ein Mariahilfbild hinter einem schmiedeeisernen Gitter. | BDA-Hist.: Q37768254 Status: § 2a Stand der BDA-Liste: 2025-06-30 Name: Padasterkapelle hl. Wendelin, Wiesenfleck-Kapelle GstNr.: 1482/1 Wiesenfleckkapelle Padastertal               |